# 田文烈
田 文烈（でん ぶんれつ）は清末民初の軍人・政治家。袁世凱の腹心的存在というべき北洋系軍人であり、北京政府では農商総長などをつとめた政治家でもあった。字は煥亭、煥庭、姚堂。晩号は拙安老人。

## 事跡

### 袁世凱の裏方として
父の田維翰は、湖北省で遊幕（現地高官の顧問役）をつとめた。田文烈は初め学問を志したが、郷試に合格できず、武官に転じた。1885年（光緒11年）、首席で北洋武備学堂に入学し、卒業後は故郷に戻る。袁世凱が朝鮮に赴任した際に、田は仁川理事府文案をつとめた。その際に、袁から能力を評価され、その腹心となった。日清戦争勃発直前に袁が帰国すると、田もこれに随従し、北洋水師学堂教習に任命された。
1895年（光緒21年）、袁世凱が新建陸軍を創設すると、田文烈は督練処総文牘に任命され、事務方を取り仕切った。1899年（光緒25年）に義和団の乱が起きると、袁率いる武衛右軍で文案に任命され、引き続き事務を統括している。1904年（光緒30年）、田は北洋常備軍左翼営務に異動する。翌年、北洋督練公所正参議兼兵備処総弁に任じられた。
田文烈は、事務能力に優れていただけでなく、軍内の汚職も厳重に取り締まった。さらに、署天津巡警道に異動した際には、治安保持に加えて民衆への福祉厚生にも尽力している。1911年（宣統3年）、田は陸軍部副大臣に任命され、一時失脚していた袁を内閣総理大臣として復権させることに奔走した。

### 地方政治での活躍
1912年（民国元年）3月、中華民国臨時大総統となった袁世凱から、田文烈は総統府軍事顧問に任命された。1913年（民国2年）8月、山東民政長兼軍務会弁に異動した。田は、ここでも内政に手腕を発揮し、省内の匪賊掃討により治安を回復しただけでなく、財務整理や実業振興でも大きな成果をあげた。
1914年（民国3年）2月、田文烈は河南民政長（5月より巡按使）に異動し、白朗討伐に貢献した。同年4月、署理河南都督を兼任し、同年6月、制度改正により河南将軍となる。しかし、同年9月に趙倜が河南将軍に就任したため、田は河南軍務会弁兼巡按使に転じた。田は、洪水被害で苦しんでいた河南省のために、省水利委員会を組織して治水・水路事業に尽力した。さらに、自己の私費まで投じて林業・養蚕業などの実業を振興し、各地に学校を建設するなど教育事業でも辣腕を振るった。

### 農商総長となる
1915年（民国4年）、袁世凱が皇帝即位を計画した際には、田文烈も趙倜とともにこれを擁護する。同年末に袁が即位した際には、田は一等伯に封じられた。翌年6月に袁が死去しても、田は引き続き河南省長（巡按使の改名）をつとめた。同年10月、13省の督軍と共に、孔教を国教とする規定を憲法に編入するよう黎元洪に求める電文を発している。1917年（民国6年）5月、黎が段祺瑞を国務総理から罷免した際には、趙とともに独立を宣し、段を擁護した。
同年11月30日、長年来の友人である王士珍が署理国務総理に就任すると、12月1日に田文烈は農商総長に任命された。以後、内閣は頻繁に変動したが、1920年（民国9年）2月まで、田は一貫してこの地位に在った。南北対立の混乱期ではあったが、農商総長としての田は、実業に関する様々な研究会や調査会を立ち上げて実態を調査し、近代的法制の導入に尽力した。その後も、内務総長や交通総長などを歴任している。1922年（民国11年）8月、病のため辞任、引退した。
1924年（民国13年）12月11日、北京で病没。享年67。

## 注
1. ↑  羅幼娟・邵桂花「田文烈」、『伝記文学』（台湾）第65巻第4期による。徐友春主編『民国人物大辞典 増訂版』は、1861年（咸豊11年）生まれとする。
2. ↑  羅幼娟・邵桂花「田文烈」による。徐友春主編『民国人物大辞典 増訂版』は、同年11月12日としている。